# Jürgen Geschke
Jürgen Geschke (Berlijn, 7 juli 1943) is een Duits voormalig baanwielrenner.
Geschke heeft namens de Duitse Democratische Republiek deelgenomen aan de Olympische Zomerspelen van 1968, 1972 en 1976 en won in totaal twee medailles tijdens deze Spelen. Geschke werd in zijn carrière twee keer wereldkampioen op de tandem en eenmaal op de sprint.
Jürgen Geschke is de vader van wielrenner Simon Geschke, die in 2015 de 17e etappe won van de Ronde van Frankrijk.

## Belangrijkste resultaten elite
1964
- Nationaal kampioenschap baanwielrennen DDR, sprint

1966
- Nationaal kampioenschap baanwielrennen DDR, sprint

1967
- Nationaal kampioenschap baanwielrennen DDR, sprint

1968
- Nationaal kampioenschap baanwielrennen DDR, sprint
- Nationaal kampioenschap baanwielrennen DDR, tandem

1969
- Nationaal kampioenschap baanwielrennen DDR, sprint
- Nationaal kampioenschap baanwielrennen DDR, tandem (met Werner Otto)
- Wereldkampioenschappen baanwielrennen, amateurs, tandem (met Werner Otto)

1970
- Nationaal kampioenschap baanwielrennen DDR, sprint
- Nationaal kampioenschap baanwielrennen DDR, tandem (met Werner Otto)
- Wereldkampioenschappen baanwielrennen, amateurs, tandem (met Werner Otto)

1971
- Nationaal kampioenschap baanwielrennen DDR, sprint
- Nationaal kampioenschap baanwielrennen DDR, tandem (met Werner Otto)
- Wereldkampioenschappen baanwielrennen, amateurs, tandem (met Werner Otto)

1972
- Olympische Zomerspelen, baanwielrennen, tandem (met Werner Otto)

1973
- Nationaal kampioenschap baanwielrennen DDR, sprint
- Wereldkampioenschappen baanwielrennen, amateurs, tandem (met Werner Otto)

1974
- Nationaal kampioenschap baanwielrennen DDR, sprint

1975
- Nationaal kampioenschap baanwielrennen DDR, sprint

1976
- Olympische Zomerspelen, baanwielrennen, sprint

1977
- Wereldkampioenschappen baanwielrennen, amateurs, sprint